# Wanne (Herne)
Wanne ist ein Stadtteil von Herne im gleichnamigen Stadtbezirk.

## Geographie

### Lage
Wanne liegt im Ruhrgebiet in den Niederungen des Emscherlandes.

### Gewässer
Im Norden von Wanne verlaufen der Fluss Emscher und der zu ihr parallel geführte Rhein-Herne-Kanal. Zwei Nebengewässer der Emscher durchfließen das Wanner Gebiet; die Herner Stadtgrenze zu Gelsenkirchen bildet der Hüller Bach, in den der aus Eickel kommende Dorneburger Bach einmündet.

## Geschichte

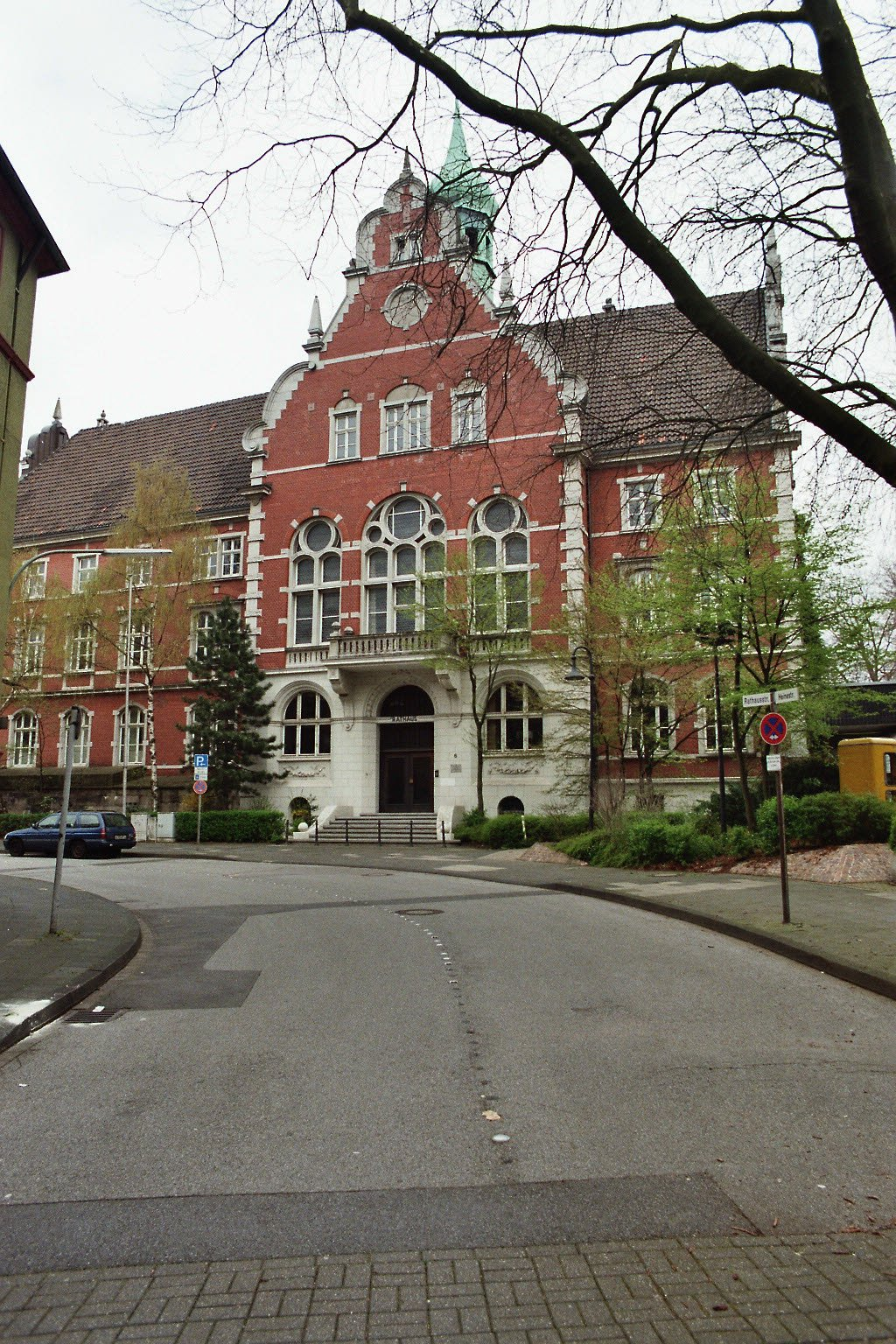
Das ehemalige Amtshaus Wanne von 1905, später Rathaus von Wanne-Eickel

Wanne ist, historisch betrachtet, eine relativ junge Ortsbezeichnung. Sie entstand durch die Übernahme des Namens eines Bahnhofes. Als der Gleisanschluss der Zeche Pluto an die 1847 eröffnete Köln-Mindener Eisenbahn 1856 auf dem Feld des Bauern Storp zuerst zum Güterbahnhof, dann auch für den Personenverkehr ausgebaut wurde (heute Wanne-Eickel Hauptbahnhof), konnten sich die umliegenden Dörfer nicht auf einen Namen einigen. So übertrug die Köln-Mindener Eisenbahn-Gesellschaft die Gewannbezeichnung „Wanne“ auf den neuen Bahnhof.
Die größte Siedlung im Nordteil der späteren Doppelstadt Wanne-Eickel trug seit dem Mittelalter den Namen Bickern. Als weiterer historischer Ortsteil ist Crange zu nennen, 1484 zu einer Freiheit erhoben, die einen Pferdemarkt abhalten durfte. Aus diesem Markt entwickelte sich die auch überregional bekannte Cranger Kirmes.
Bickern und Crange wurden zum 1. August 1875 unter Einbeziehung der Gemeinden Eickel, Holsterhausen und Röhlinghausen zum Amt Wanne im Kreis Bochum vereinigt. Zuvor gehörten die genannten Orte zum Amt Herne.
Mit der raschen Industrialisierung in der zweiten Hälfte des 19. Jahrhunderts wuchsen die Siedlungen beträchtlich. 1885 kam das Amt Wanne zum neuen Landkreis Gelsenkirchen. Im Jahr 1891 wurde das Amt Wanne geteilt, es entstand das neue Amt Eickel mit den Gemeinden Eickel und Holsterhausen. Im Amt Wanne verblieben die Gemeinden Bickern, Crange und Röhlinghausen. Am 13. August 1897 übernahm die Gemeinde Bickern den Namen „Wanne“ von ihrem Amt. Am 28. Oktober 1906 wurde Crange nach Wanne und am 1. April 1910 Holsterhausen nach Eickel eingemeindet. Das Amt Eickel bestand sodann nur noch aus einer Gemeinde, während zum Amt Wanne auch die Gemeinde Röhlinghausen gehörte.
Am 1. April 1926 wurden die beiden Ämter Wanne und Eickel zur kreisfreien Stadt Wanne-Eickel vereinigt, die im Zweiten Weltkrieg durch alliierte Bombenangriffe stark zerstört wurde.
Nach dem Krieg stieg die Einwohnerzahl stark an, so dass Wanne-Eickel 1955 in den Kreis der Großstädte aufstieg. Ihre höchste Bevölkerungszahl erreichte die Stadt mit 110.000 Einwohnern im Jahre 1965. Doch Wanne-Eickel hielt sich als selbständige Stadt nicht einmal fünf Jahrzehnte. Um der drohenden Eingemeindung nach Bochum im Zuge einer Kommunalreform zu entgehen, beschloss der Rat von Wanne-Eickel ein Zusammenschluss mit der etwa gleich großen Nachbarstadt Herne. Diesem Wunsch folgte der Gesetzgeber und so entstand zum 1. Januar 1975 die neue Stadt Herne, in welcher vier neue Stadtbezirke gebildet wurden. So kam es zur Bildung der heutigen Stadtbezirke (Herne-)Wanne und (Herne-)Eickel. Im ehemaligen Stadtgebiet Wanne-Eickels wird die Bezeichnung „Wanne-Eickel“ bis heute weitergepflegt und auch in der ganzen Region ist sie noch gut bekannt, nicht zuletzt durch den weiterhin als „Wanne-Eickel Hbf“ bezeichneten Bahnhof, einen bedeutenden Eisenbahnknoten an der zweitwichtigsten Ost-West-Verbindung durch das Ruhrgebiet zwischen Dortmund und Duisburg (nach Dortmund–Bochum–Essen–Duisburg), sowie die Schleuse Wanne-Eickel am Rhein-Herne-Kanal, die diesen Namen ebenfalls nach wie vor trägt.

## Statistik
Zum 31. Dezember 2019 lebten 23.167 Einwohner im Ortsteil Wanne, davon 7.088 Einwohner im statistischen Bezirk Wanne-Nord, 8.350 Einwohner im statistischen Bezirk Bickern und 7.729 Einwohner im statistischen Bezirk Wanne-Mitte.

### Wanne-Nord
Struktur der Bevölkerung im statistischen Bezirk Wanne-Nord 2019:
- Bevölkerungsanteil der unter 18-Jährigen: 16,0 % (Herner Durchschnitt: 16,0 %)[6]
- Bevölkerungsanteil der mindestens 65-Jährigen: 23,4 % (Herner Durchschnitt: 21,8 %)[7]
- Ausländeranteil: 22,8 % (Herner Durchschnitt: 18,7 %)[8]
- Arbeitslosenquote: 9,7 % (Herner Durchschnitt: 7,9 %)[9]

### Bickern
Struktur der Bevölkerung im statistischen Bezirk Bickern 2019:
- Bevölkerungsanteil der unter 18-Jährigen: 16,9 % (Herner Durchschnitt: 16,0 %)[10]
- Bevölkerungsanteil der mindestens 65-Jährigen: 18,1 % (Herner Durchschnitt: 21,8 %)[11]
- Ausländeranteil: 26,8 % (Herner Durchschnitt: 18,7 %)[12]
- Arbeitslosenquote: 8,0 % (Herner Durchschnitt: 7,9 %)[13]

### Wanne-Mitte
Struktur der Bevölkerung im statistischen Bezirk Wanne-Mitte 2019:
- Bevölkerungsanteil der unter 18-Jährigen: 19,8 % (Herner Durchschnitt: 16,0 %)[14]
- Bevölkerungsanteil der mindestens 65-Jährigen: 18,9 % (Herner Durchschnitt: 21,8 %)[15]
- Ausländeranteil: 29,9 % (Herner Durchschnitt: 18,7 %)[16]
- Arbeitslosenquote: 12,4 % (Herner Durchschnitt: 7,9 %)[17]

## Verkehr

### Öffentlicher Personennahverkehr

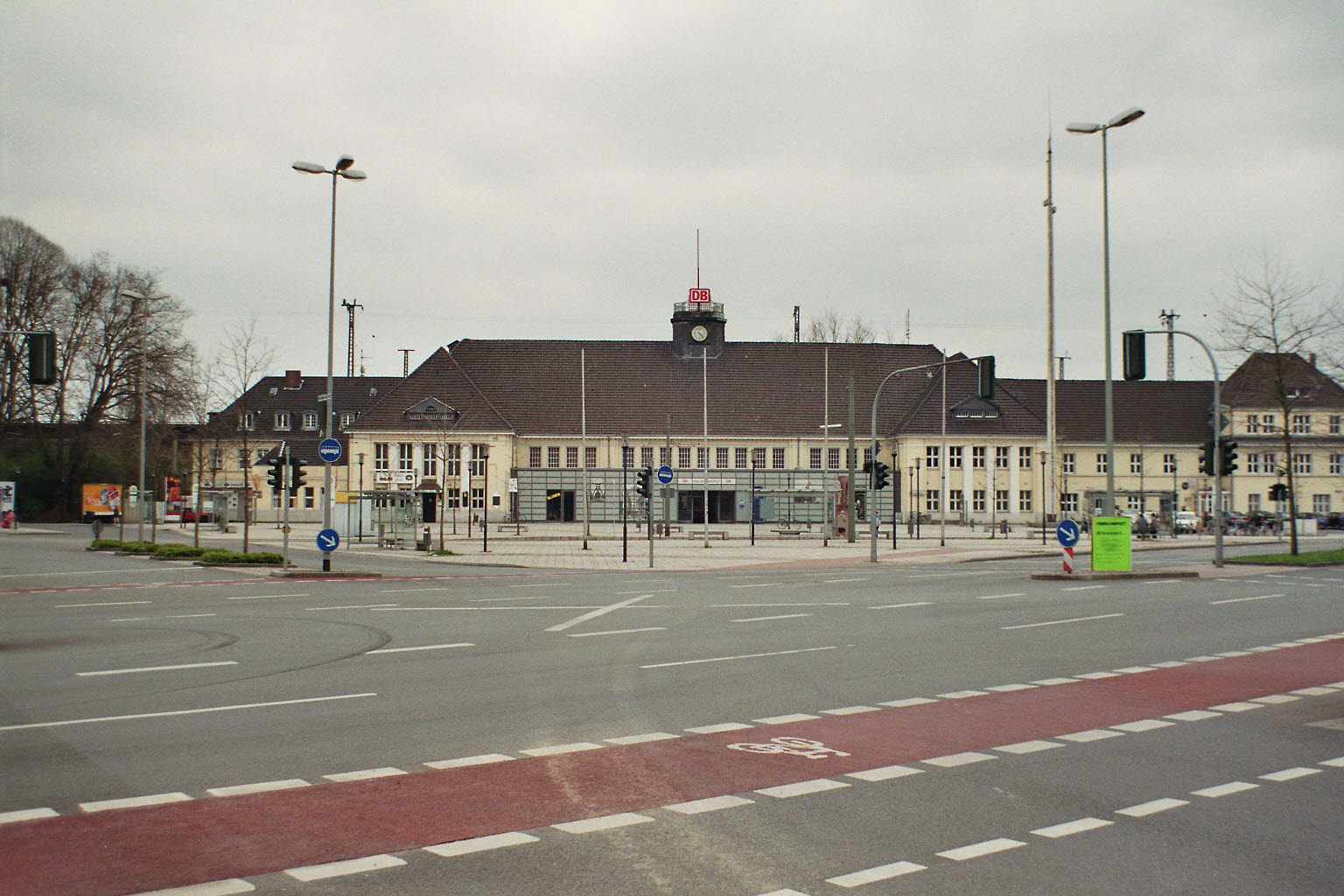
Hauptbahnhof Wanne-Eickel

Wanne liegt verkehrsgünstig. Der Hauptbahnhof Wanne-Eickel liegt auf dem Gebiet des Stadtteils. Er ist der größte Bahnhof in Herne. Die Deutsche Bahn AG hat erwogen, den Bahnhof in Herne-Wanne umzubenennen; konkrete Pläne dazu gibt es aber – auch aufgrund der Ablehnung durch die Herner Kommunalpolitik – nicht.
Der Stadtteil wird durch die Stadtbusse der HCR, der Vestischen und der Bogestra erschlossen. Das zuletzt genannte Verkehrsunternehmen betreibt auch die Straßenbahnlinie 306 vom Hauptbahnhof Wanne-Eickel nach Bochum über Eickel.

### Straßenverkehr
Im Norden verläuft die A 42, die eine Anschlussstelle Herne-Wanne auf dem Gebiet des Stadtteils hat. Die Bundesstraße 226 verläuft östlich und nördlich um Wanne.

## Persönlichkeiten
- Paul Johannes Hein (1865–1945), Kaufmann und Bergwerks-Generaldirektor
- Hermann Eppenhoff (1919–1992), Fußballspieler und -trainer
- Werner Schäfer (1912–2000), Tiermediziner und Virologe